# Shikma Bressler
Shikma Schwarzmann-Bressler (in ebraico שקמה ברסלר; Haifa, 10 luglio 1980) è una fisica e attivista israeliana.
Ricercatrice presso l'Istituto Weizmann, fa parte dei ricercatori coinvolti nell'esperimento ATLAS presso il CERN in Svizzera. È anche un'attivista sociale e una figura di spicco nelle proteste "Bandiere Nere" contro Benjamin Netanyahu.

## Biografia
Bressler è nata a Haifa, seconda di quattro figli, da madre medico e padre che lavorava presso la Elbit Systems. È cresciuta nel kibbutz di Gvat e Timrat. Da giovane ha giocato a pallacanestro nella Hapoel Galil Elyon e nella nazionale giovanile di Israele. Dopo il servizio militare, Bressler ha giocato per Hapoel Haifa. Si è ritirata dal basket dopo un infortunio e ha iniziato i suoi studi al Technion. Si è sposata e ha avuto due figli. In seguito ha divorziato e si è risposata, avendo cinque figlie.

## Carriera scientifica
Bressler è fisica presso l'Istituto Weizmann. Ha completato la laurea in fisica e matematica al Technion, dove ha anche conseguito la laurea magistrale in fisica nel 2006 e un dottorato di ricerca nel 2011. Nel 2012 è entrata a far parte del corpo docente dell'Istituto Weizmann. Nel 2013 ha formato un team presso l'istituto Weizmann incaricato dello sviluppo di rilevatori e fisica delle particelle. È una ricercatrice attiva presso l'acceleratore di particelle del CERN in Svizzera, dove si occupa della raccolta di dati dall'esperimento ATLAS alla ricerca di fisica oltre il modello standard delle particelle. Bressler dirige un gruppo di ricerca in fisica presso il dipartimento di fisica delle particelle e astrofisica dell'Istituto Weizmann e si occupa della ricerca sul bosone di Higgs.

## Attivismo sociale

### Proteste "Bandiere Nere" del 2020
Nel marzo 2020, Bressler ha fondato e guidato il gruppo di protesta "Bandiere Nere", insieme a due dei suoi fratelli, Yarden e Eyal, e due amici di famiglia. Seguendo le elezioni parlamentari israeliane del 2020, il presidente Reuven Rivlin ha affidato il compito di formare un governo al presidente del partito Blu e Bianco, Binyamin Gantz. Il presidente uscente della Knesset, Yuli-Yoel Edelstein, ha rifiutato di cedere il suo posto al nuovo presidente, cercando di impedire la costituzione di un comitato che si sarebbe riunito per deliberare sulla revoca dell'immunità parlamentare del primo ministro Benjamin Netanyahu. Bressler e due dei suoi fratelli hanno avviato convogli di protesta alla Knesset e proteste vicino alle case dei membri della Knesset e dei membri del partito Resilienza per Israele guidato da Binyamin Gantz.

### Proteste del 2023 contro le riforme giudiziarie
Il 23 marzo 2023, Bressler è stata detenuta dalla polizia durante una delle molte proteste "Giorno di Dislocazione" tenutesi in tutto Israele come parte delle proteste anti-riforma giudiziaria israeliana del 2023. È stata poi rilasciata. L'ex primo ministro e leader delle proteste, Ehud Barak, ha twittato che l'arresto di Bressler era "la dittatura in azione". La deputata e leader del partito Laburista, Merav Michaeli, ha dichiarato che «in un paese normale Shikma Bressler riceverebbe il Premio Israele. Nello stato di Netanyahu e Ben-Gvir viene arrestata come un criminale comune».

## Premi e riconoscimenti
- Nel 2016 Bressler ha ricevuto il premio Charles Clore per la ricerca.
- Nel 2020, Bressler è stata inserita nella lista dei 100 personaggi più influenti di Israele da TheMarker e nella lista delle 50 donne più influenti di Israele da Forbes.
- Nel 2021, Bressler ha ricevuto il premio Nathan Rosen Experimental Physics Prize for Young Physicists dalla Società Fisica Israeliana (IPS).